# Jodie Foster
Alicia Christian "Jodie" Foster (Los Angeles, 19 de novembro de 1962) é uma atriz, diretora e produtora de cinema norte-americana. Ela já recebeu dois Oscars, um Emmy, três BAFTA Film Award, quatro Globos de Ouro e o Prêmio Cecil B. DeMille. Por seu trabalho como diretora foi indicada ao Emmy Award.
Foster começou sua carreira profissional como modelo infantil quando tinha três anos de idade e fez sua estreia como atriz em 1968 na sitcom Mayberry RFD. No final dos anos 1960 e início dos anos 1970, ela trabalhou em várias séries de televisão e fez sua estreia no cinema com Napoleão e Samantha (1972). Após as suas aparições no musical Tom Sawyer (1973) e na comédia dramática Alice Não Mora Mais Aqui de Martin Scorsese, ela protagonizou o thriller psicológico Taxi Driver – Motorista de Táxi (1976); recebendo uma indicação ao Oscar de melhor atriz coadjuvante. Seus outros papéis quando adolescente incluem o musical Bugsy Malone - Quando as Metralhadoras Cospem (1976) e o thriller A Menina do Fim da Rua (1976). Ela se tornou ainda mais popular ao estrelar Um Dia Muito Louco (1976) e Candleshoe, O Segredo da Mansão (1977), bem como O Circo da Morte (1980) e Gatinhas (1980).
Foster ganhou a aclamação da crítica por sua interpretação em Acusados (1988), pelo qual ela ganhou o Oscar de melhor atriz. Três anos depois ganhou novamente o Oscar pelo papel de Clarice Starling em O Silêncio dos Inocentes (1991). Em 1991, ela assumiu a direção do filme Mentes Que Brilham, depois fundou a sua própria produtora, a Egg Pictures, em 1992. A primeira produção da empresa foi Nell (1994), no qual ela também desempenhou o papel-título, ganhando sua quarta indicação ao Oscar. Entre seus outros filmes de sucesso na década de 1990 destacam-se Sommersby - O Retorno de um Estranho (1993), a comédia Maverick (1994), o filme de ficção científica Contato (1997) e o drama de época Anna e o Rei (1999).
Apesar de contratempos na carreira no início dos anos 2000, incluindo o fechamento de sua produtora, Foster estrelou quatro filmes de sucesso comercial: O Quarto do Pânico (2002), Plano de Voo (2005), O Plano Perfeito (2006) e Valente (2007). Na década de 2010, ela concentrou sua carreira como cineasta, dirigindo os filmes Um Novo Despertar (2011) e Jogo do Dinheiro (2016), bem como episódios para a série de televisão da Netflix, Orange Is the New Black, House of Cards e Black Mirror. Ela também estrelou os filmes Deus da Carnificina (2011), Elysium (2013) e Hotel Artemis (2018). Em 2024, foi novamente indicada ao Oscar de melhor atriz coadjuvante por sua atuação como Bonnie Stoll em Nyad.

## Biografia
Jodie começou a sua vida artística com anúncios de televisão para a Coppertone aos três anos de idade e, durante a infância, fez diversos papéis em séries de televisão e filmes infantis da Disney.
Aos treze anos, fazendo o papel da prostituta adolescente Íris Steensma no filme Taxi Driver, de Martin Scorsese, contracenando com Robert De Niro, Jodie alcançou fama mundial com o sucesso do filme e com uma indicação ao Oscar de melhor atriz (coadjuvante/secundária). Poucos anos depois, a tentativa de assassinato do presidente dos Estados Unidos Ronald Reagan, baleado por um psicopata chamado John Hinckley, lhe causaria um grave conflito emocional e psicológico, com a revelação feita por Hinckley de que o ato visava chamar a atenção de Jodie, por quem tinha uma obsessão amorosa e a quem seguia de longe há meses no campus da Universidade de Yale, onde ela estudava, e que havia assistido Taxi Driver por mais de quarenta vezes apenas para vê-la na tela.
Ao contrário de atrizes mirins que tiveram grande popularidade e sucesso na infância, sem conseguir o mesmo após a transição para a vida adulta, como Shirley Temple e Tatum O'Neal, Jodie estabeleceu-se no mundo do cinema de Hollywood alcançando o primeiro grande momento como atriz adulta em 1988, ao ganhar o oscar de melhor atriz pelo filme The Accused, no qual representava Sarah Tobias, garota liberal que, estuprada em um bar, lutava pela condenação dos acusados.
O grande momento da carreira, entretanto, viria em 1991, ao conquistar o segundo Oscar como a agente do FBI Clarice Starling no sucesso The Silence of the Lambs, no qual contracenou com Anthony Hopkins, que também ganharia o Oscar de melhor ator (o filme também levou o prêmio de melhor filme e melhor diretor).
Jodie Foster ainda encenou Sommersby, Nell, Contact e Panic Room, entre outros trabalhos dos quais também foi produtora e diretora. Seu trabalho em Contact, baseado no best-seller do astrônomo Carl Sagan, lhe rendeu uma homenagem da comunidade científica, que batizou um asteroide de 17744 Jodiefoster.
Nos últimos anos, Jodie Foster tem cada vez mais intercalado o trabalho de atriz com o de produtora - que ela estreou em Nell, de 1994 - e lhe permitiu fundar sua própria companhia de produção cinematográfica em Los Angeles, a Egg Pictures.

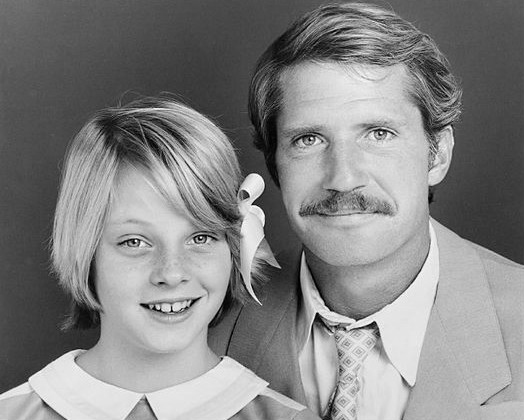
Foster aos 12 anos, em foto promocional da série de TV Paper Moon

Em 4 de maio de 2016 a atriz foi contemplada com sua estrela na Calçada da Fama de Hollywood

## Vida pessoal
Em entrevistas, Foster raramente fala sobre sua vida privada, pois valoriza a privacidade acima de tudo devido ao fato de ter passado a maior parte de sua vida no olho do público. Ela mora em Los Angeles, e teve dois filhos, Charles "Charlie" Foster (nascido em 1998) e Christopher "Kit" Foster (nascido em 2001), com sua então parceira, a produtora de filmes Cydney Bernard (nunca revelou quem é o pai biológico dos filhos). Ambas conheceram-se nas gravações de Sommersby (1993) e a relação durou de 1993 a 2008. Em abril de 2014, Foster casou-se com a atriz e fotografa Alexandra Hedison. Em 2011, afirmou que ter filhos fez com que ela assumisse menos projetos: "É um grande sacrifício sair de casa. Eu quero certificar-me de que sinto-me apaixonada pelos filmes que faço porque é um grande sacrifício ... Mesmo que se pegue um filme com uma média de quatro meses - têm-se três semanas de preparação, compromissos com a imprensa aqui [nos Estados Unidos] e no exterior, capas de revistas, eventos e estreias - são oito meses em um ano fora de casa. Isso é muito longo. Se fizer dois filmes, nunca verás teus filhos".
A orientação sexual de Foster tornou-se assunto de especulação pública em 1991, quando ativistas que protestavam contra a suposta homofobia em The Silence of the Lambs (1991) alegaram, em artigos de publicações como OutWeek e The Village Voice, que ela era uma lésbica "no armário". Em 2007, durante um café da manhã em sua homenagem intitulado "The Women in Entertainment" — que fez tributo às 100 Mulheres mais Poderosas do Entretenimento, do The Hollywood Reporter, a atriz confirmou que estava em um relacionamento lésbico com Bernard há muito tempo.
"Gostaria de agradecer à minha bela Cydney por aguentar comigo tanto o bom como o mau. [...] Sempre me senti uma impostora...".
— Foster ao assumir seu relacionamento lésbico.

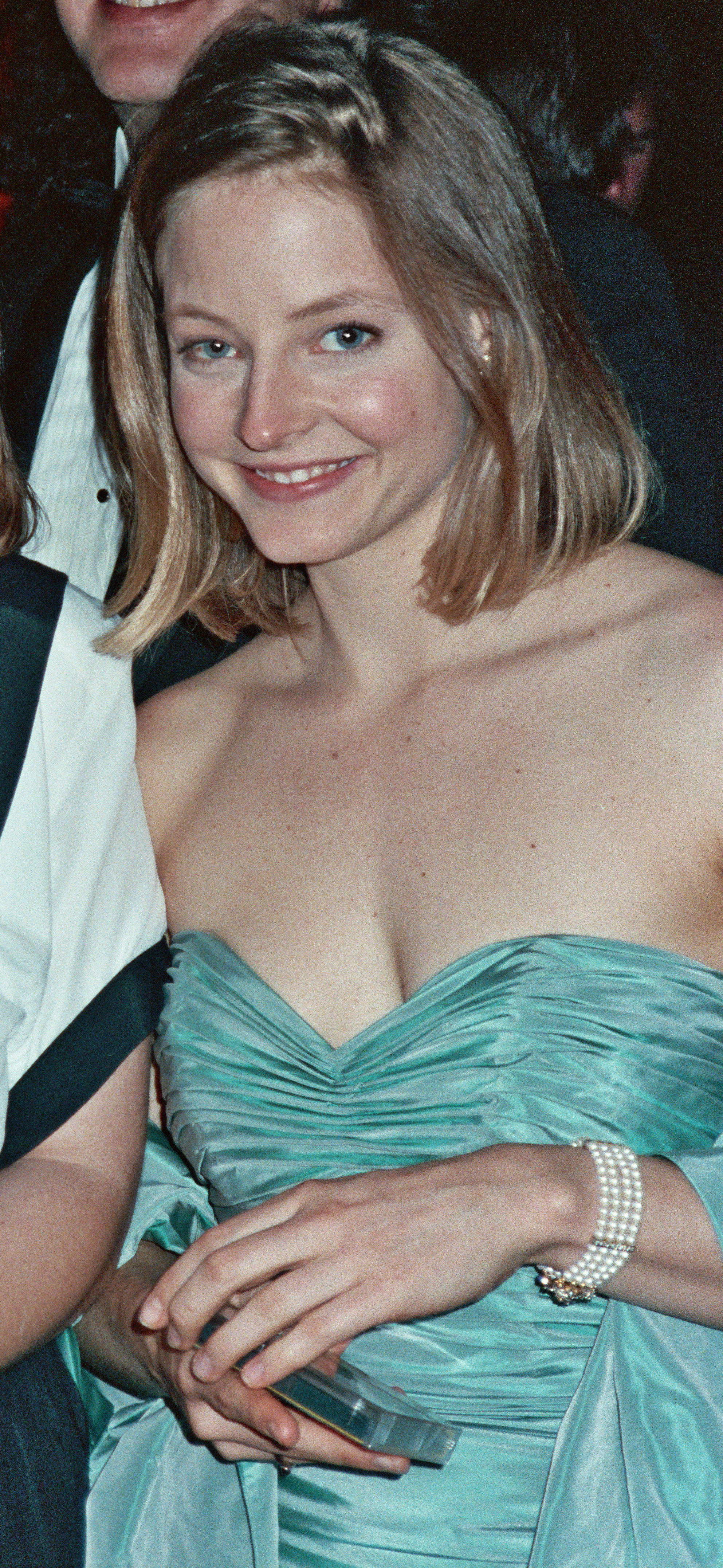
Jodie Foster no Oscar 1989.

## Trabalhos
A atriz, que já havia ganhado dois prêmios Globo de Ouro (em 1988, por "Acusados" e "O Silêncio dos Inocentes" de 1991), em 2013 recebeu a premiação especial Cecil B. DeMille pelo conjunto de sua obra.

## Prêmios e Indicações

#### Oscar
| Ano  | Categoria                | Filme                    | Resultado |
| ---- | ------------------------ | ------------------------ | --------- |
| 1977 | Melhor Atriz Coadjuvante | Taxi Driver              | Indicado  |
| 1989 | Melhor Atriz             | The Accused              | Venceu    |
| 1992 | Melhor Atriz             | The Silence of the Lambs | Venceu    |
| 1995 | Melhor Atriz             | Nell                     | Indicado  |
| 2024 | Melhor Atriz Coadjuvante | Nyad                     | Indicado  |

#### BAFTA
| Ano  | Categoria                | Filme                      | Resultado |
| ---- | ------------------------ | -------------------------- | --------- |
| 1977 | Melhor Atriz Coadjuvante | Bugsy Malone / Taxi Driver | Venceu    |
| 1977 | Novato em Filmes         | Bugsy Malone / Taxi Driver | Venceu    |
| 1990 | Melhor Atriz             | The Accused                | Indicado  |
| 1992 | Melhor Atriz             | The Silence of the Lambs   | Venceu    |

#### Globo de Ouro
| Ano  | Categoria                                   | Trabalho                      | Resultado |
| ---- | ------------------------------------------- | ----------------------------- | --------- |
| 1977 | Melhor Atriz em Cinema - Comédia ou Musical | Freaky Friday                 | Indicado  |
| 1989 | Melhor Atriz em Cinema - Drama              | The Accused                   | Venceu    |
| 1992 | Melhor Atriz em Cinema - Drama              | The Silence of the Lambs      | Venceu    |
| 1995 | Melhor Filme - Drama                        | Nell                          | Indicado  |
| 1995 | Melhor Atriz em Cinema - Drama              | Nell                          | Indicado  |
| 1998 | Melhor Atriz em Cinema - Drama              | Contact                       | Indicado  |
| 1999 | Melhor Minissérie ou Telefilme              | The Baby Dance                | Indicado  |
| 2008 | Melhor Atriz em Cinema - Drama              | The Brave One                 | Indicado  |
| 2012 | Melhor Atriz em Cinema - Comédia ou Musical | Carnage                       | Indicado  |
| 2013 | Prêmio Cecil B. DeMille                     | Pelo Conjunto da Obra         | Venceu    |
| 2021 | Melhor Atriz Coadjuvante em Cinema          | The Mauritanian               | Venceu    |
| 2024 | Melhor Atriz Coadjuvante em Cinema          | Nyad                          | Indicado  |
| 2025 | Melhor Atriz em Minissérie ou Telefilme     | True Detective: Night Country | Venceu    |

#### SAG Awards
| Ano  | Categoria                               | Filme                         | Resultado |
| ---- | --------------------------------------- | ----------------------------- | --------- |
| 1995 | Melhor Atriz Principal                  | Nell                          | Venceu    |
| 2024 | Melhor Atriz Coadjuvante                | Nyad                          | Indicado  |
| 2025 | Melhor Atriz em Minissérie ou Telefilme | True Detective: Night Country | Indicado  |

#### Critics' Choice Awards
| Ano  | Categoria                               | Filme                         | Resultado |
| ---- | --------------------------------------- | ----------------------------- | --------- |
| 2024 | Melhor Atriz Coadjuvante em Cinema      | Nyad                          | Indicado  |
| 2025 | Melhor Atriz em Minissérie ou Telefilme | True Detective: Night Country | Indicado  |

#### Daytime Emmy Awards
| Ano  | Categoria       | Filme                           | Resultado |
| ---- | --------------- | ------------------------------- | --------- |
| 1996 | Melhor Especial | AMC: Film Preservation Classics | Indicado  |

#### Primetime Emmy Awards
| Ano  | Categoria                               | Filme                                           | Resultado |
| ---- | --------------------------------------- | ----------------------------------------------- | --------- |
| 1999 | Melhor Filme para Televisão             | The Baby Dance                                  | Indicado  |
| 2014 | Melhor Direção em Série de Comédia      | Orange is the New Black: Lesbian Request Denied | Indicado  |
| 2024 | Melhor Atriz em Minissérie ou Telefilme | True Detective: Night Country                   | Venceu    |